# Wissadula microcarpa
Wissadula microcarpa är en malvaväxtart som beskrevs av R. E. Fries. Wissadula microcarpa ingår i släktet Wissadula och familjen malvaväxter. Inga underarter finns listade i Catalogue of Life.